# Notabeln-Erklärung
Die Notabeln-Erklärung war eine Erklärung, die am 12. November 1880 in der Berliner Presse veröffentlicht wurde und in der 75 bedeutende Wissenschaftler, Unternehmer und Politiker ihre Verurteilung der antisemitischen Bewegung ausdrückten.

## Kontext
Der schon seit einigen Jahren schwelende Antisemitismus erhielt Ende der 1870er Jahre, in der wirtschaftlichen Depression nach dem „Gründerkrach“,  einen Aufschwung. Maßgeblich hierfür waren die Agitationen des Hofpredigers Adolf Stoecker sowie die Veröffentlichung des Artikels „Unsere Aussichten“ durch Heinrich von Treitschke in den Preußischen Jahrbüchern, woraus sich der so genannte Berliner Antisemitismusstreit entwickelte. Im Verlauf des Jahres 1880 kam es zu ersten Tätlichkeiten, wie beispielsweise am 8. November 1880 bei der so genannten Kantorowicz-Affäre. Mitglieder der antisemitischen Berliner Bewegung forderten in einer Antisemitenpetition, dass Juden von hoheitlichen Stellungen, insbesondere in der Justiz, sowie im Lehramt ausgeschlossen sowie eine Zuwanderung ausländischer Juden verhindert werden sollte. Die Petition fand über 200.000 Unterzeichner.

## Wortlaut
Die Notabeln-Erklärung lautete:

„Heiße Kämpfe haben unser Vaterland geeint zu einem mächtig aufstrebenden Reiche. Diese Einheit ist errungen worden dadurch, daß im Volksbewußtsein der Deutschen das Gefühl der nothwendigen Zusammengehörigkeit den Sieg über die Stammes- und Glaubensgegensätze davontrug, die unsere Nation wie keine andere zerklüftet hatten. Solche Unterschiede den einzelnen Mitgliedern entgelten zu lassen, ist ungerecht und unedel und trifft vor Allem diejenigen, welche ehrlich und ernstlich bemüht sind, in treuem Zusammengehen mit der Nation die Sonderart abzuwerfen. Von ihnen wird es als ein Treubruch derer empfunden, mit denen sie nach gleichen Zwecken zu streben bewußt sind, und es wird dadurch verhindert, was das gemeinsame Ziel ist und bleibt: Die Ausgleichung aller innerhalb der deutschen Nation noch von früher nachwirkenden Gegensätze.
In unerwarteter und tief beschämender Weise wird jetzt an verschiedenen Orten, zumal den größten Städten des Reichs, der Racenhaß und der Fanatismus des Mittelalters wieder ins Leben gerufen und gegen unsere jüdischen Mitbürger gerichtet. Vergessen wird, wie viele derselben durch Fleiß und Begabung in Gewerbe und Handel, in Kunst und Wissenschaften dem Vaterlande Nutzen und Ehre gebracht haben. Gebrochen wird die Vorschrift des Gesetzes wie die Vorschrift der Ehre, daß alle Deutschen in Rechten und Pflichten gleich sind. Die Durchführung dieser Gleichheit steht nicht allein bei den Tribunalen, sondern bei dem Gewissen jedes einzelnen Bürgers.
Wie eine ansteckende Seuche droht die Wiederbelebung eines alten Wahnes die Verhältnisse zu vergiften, die in Staat und Gemeinde, in Gesellschaft und Familie Christen und Juden auf dem Boden der Toleranz verbunden haben. Wenn jetzt von den Führern dieser Bewegung der Neid und die Mißgunst nur abstrakt gepredigt werden, so wird die Masse nicht säumen, aus jenem Gerede die praktischen Konsequenzen zu ziehen. An dem Vermächtniß Lessings rütteln Männer, die auf der Kanzel und dem Katheder verkünden sollten, daß unsere Kultur die Isolierung desjenigen Stammes überwunden hat, welcher einst der Welt die Verehrung des einigen Gottes gab. Schon hört man den Ruf nach Ausnahmegesetzen und Ausschließung der Juden von diesem oder jenem Beruf und Erwerb, von Auszeichnungen und Vertrauensstellungen. Wie lange wird es währen, bis der Haufen auch in diesen einstimmt?
Noch ist es Zeit, der Verwirrung entgegenzutreten und nationale Schmach abzuwenden; noch kann die künstlich angefachte Leidenschaft der Menge gebrochen werden durch den Widerstand besonnener Männer. Unser Ruf geht an die Christen aller Parteien, denen die Religion die frohe Botschaft vom Frieden ist; unser Ruf ergeht an alle Deutschen, welchen das ideale Erbe ihrer großen Fürsten, Denker und Dichter am Herzen liegt. Vertheidiget in öffentlicher Erklärung und ruhiger Belehrung den Boden unseres gemeinsamen Lebens: Achtung jedes Bekenntnisses, gleiches Recht, gleiche Sonne im Wettkampf, gleiche Anerkennung tüchtigen Strebens für Christen und Juden.“

## Unterzeichner
Die Initiative zur Notabelnerklärung kam aus den Reihen der Liberalen Vereinigung, des vormaligen linken Flügels der Nationalliberalen. Ihnen schlossen sich Vertreter der Deutschen Fortschrittspartei sowie der Nationalliberalen an. Im Einzelnen waren die Unterzeichner:
- Professor Dr. med. Albrecht
- Professor Dr. Arndt
- C.F. Arndt, Aeltester der Berliner Kaufmannschaft
- Professor A. Auwers
- Realschuldirektor Dr. Bach
- Beisert, Abgeordneter und Syndicus der Berliner Kaufmannschaft
- Stadtschulrath Prof. Dr. Bertram
- Professor Bruns, Doktor der Rechte
- Dr. Cauer, Stadtschulrat
- Ed. Conrad, Präsident der Aeltesten der Berliner Kaufmannschaft
- Contenius, Rechtsanwalt
- A. Delbrück, Aeltester der Berliner Kaufmannschaft
- G. Dietrich, Vizepräsident der Aeltesten der Berliner Kaufmannschaft
- Professor Dr. Droysen
- Geh. Regierungsrath Bürgermeister Duncker
- Commerzienrath Eger
- Dr. Engel, Geh. Ober-Reg.-Rath.
- Ad. Enslin, Verlagsbuchhändler.
- Oberbürgermeister Dr. von Forckenbeck.
- Professor Dr. Förster, Director der Sternwarte.
- A. Frentzel, Aeltester der Berliner Kaufmannschaft.
- Dr. Gallenkamp, Gewerbeschuldirector.
- Geh. Commerzienrath Fr. Gelpcke.
- Stadtältester Gesenius.
- Professor Dr. Gneist.
- Commerzienrath E. Hergersberg.
- Hermes, Stadtrath.
- Professor Dr. Hofmann, z. Zt. Rector der Universität.
- Professor Dr. Hofmann, Gymnasialdirector.
- Dr. Friedrich Kapp.
- Karsten, Rechtsanwalt.
- Jul. Kauffmann, Aeltester der Berliner Kaufmannschaft.
- G. Keibel, Aeltester der Berliner Kaufmannschaft.
- Professor Kirchhoff, Mitglied der Akademie der Wissenschaften.
- Dr. Koerte, Geh. Sanitätsrath.
- H. Kochhann, Aeltester der Berliner Kaufmannschaft.
- Geh. Ober-Reg. Rath. a. D. Kieschke, Abgeordneter.
- Koffka, Rechtsanwalt.
- Landgerichts-Director Kowalzig.
- Krebs, Rechtsanwalt.
- Dr. Kürten, Stadtverordneter.
- Laué, Rechtsanwalt.
- Lesse, Rechtsanwalt.
- Landgerichtsdirector Lessing.
- Dr. Lisco, Prediger.
- Professor Dr. Th. Mommsen.
- Noeldechen, Stadtrath.
- P. Parey, Verlagsbuchhändler.
- Hans Reimer, Buchhändler.
- Geh. Medicinalrath Reichert, Mitglied der Akad. der Wissenschaften
- Rickert, Abgeordneter.
- Runge, Stadtrath.
- Sarre, Stadtrath.
- Professor Dr. W. Scherer.
- Dr. Schroeder, Professor der Medizin
- Schmeidler, Prediger.
- Schrader, Eisenbahn-Director.
- Schroeder, Kammergerichtsrath.
- Professor Dr. Schwalbe, Realschuldirector.
- Dr. Werner Siemens, Mitglied der Akad. der Wissenschaften
- Dr. Georg Siemens, Director der Deutschen Bank.
- E. Stephan, Geh. Commerzienrath.
- Stephan, Regierungs- und Landes-Oekonomierath a. D.
- Struve, Abgeordneter.
- Stubenrauch, Rechtsanwalt.
- Dr. Thomas, Prediger.
- Professor Dr. Virchow.
- Professor Dr. Wattenbach.
- Professor Dr. Weber, Mitglied der Akademie der Wissenschaften.
- Dr. Max Weber, Stadtrath und Abgeordneter.
- Dr. Wegscheider, Geh. Sanitätsrath.
- von Wilmowski, Rechtsanwalt.
- Zelle, Stadtsyndicus.